# Mojster Eckhart
Mojster Eckhart (pravo ime Eckhart von Hochheim, tudi Eckehart), nemški teolog, filozof in mistik, * okoli 1260, Hochheim, Turginija, Nemčija , † okoli 1328, Avignon ali Köln.
Vzdevek Mojster se povezuje na dosežen naziv magistra teologije in ne povsem določenih razlogov je ta naziv sčasoma postal njegovo prepoznavno ime. Kljub temu, da je bil njegov učitelj med drugimi Albert Veliki, ga zgolj utrjevanje temeljnih konceptov novoplatonizma povezuje z dominikansko intelektualno linijo, ki je počasi prihajala pod vpliv  aristotelizma talentiranega Albertovega učenca Tomaža Akvinskega. Najpomembnejši filozofski prispevek je vpeljava razlikovanja med Bogom in boštvom (nemško die Gottheit). Sicer je tudi spoznanje Boga središčna podmena njegovih intelektualnih in mističnih prizadevanj.

## Življenje
Eckhart je bil verjetno rojen v vasi Tambach, v bližini mesta Gotha, v Deželni grofiji Turingija, nekje med 1250 in 1260. Prej je veljalo, da je bil rojen v plemiški družini lastnikov zemljišč, vendar to izvira iz napačne razlage arhiva iz tistega obdobja. V resnici je malo znanega o njegovi družini in njegovem začetku življenja. Njegovo krščansko ime je Eckhart, njegov priimek pa von Hoccheim, iz Hoccheima.
Eckhart se je pridružil dominikancem v Erfurtu, verjetno ko je bil star okoli osemnajst let in se domneva, da je študiral v Kölnu. Morda je tudi študiral na Univerzi v Parizu, pred ali po njegovem času v Kölnu.
Prvi trdni dokazi za njegovo življenje so, ko 18. aprila 1294, ko je s pridigo opravil baklaverat oziroma diplomiral na temo Lombardovih Sentenc. Z uspešnim zagovorom diplome (in kančkom plemiškega porekla) mu je bil zaupan poklic opata v Erfurtu in provinciala za Turingijo. zagotovilo mesto V poznih 1294, je bil Eckhart tudi v Turingiji. Njegovo prvo delo v maternem jeziku je bilo »Razgovori o poučevanju« (Reden der Unterweisung) , vrsta navodil za dominikanske novice, ki so se odločali za meniško življenje. Leta 1302 je bil poslan v Pariz. Tam je ostal do 1303. Kratka Pariška vprašanja izvirajo iz tega časa.
V poznih 1303 se je Eckhart vrnil v Erfurt. Tako je bil kot provincial odgovoren za sedeminštirideset samostanov v tej regiji. 
Na njegovo vodenje in delo so začeli leteti razni očitki, ki pa jih je (še) zlahka zavrnil. Mojster domninikanskega reda Ajmerik iz Piacenze imenoval za generalnega inšpektorja pristojnega za Češko z nalogo, da v red spravi tamkajšnje samostane. Do leta 1311 je bil še provincial Saške, ki je upravno pokrivala skoraj celotno severno Nemčijo. Na Saškem ustanovil tri samostane za ženske.
Na sinodi v Neaplju je bil dne 14. maja, 1311 je bil imenovan za profesorja na Pariški univerzi. Biti častno povabljen nazaj v Pariz kot magister je bil velik privilegij, katerega je imel prej le Tomaž Akvinski. Eckhart je ostal v 
Parizu dve šolski leti, do poletja 1313, in je živel v isti hiši, kot protitempljarski inkvizitor Vilijem Pariški.
Nato pa sledi dolgo obdobje, za katerega je znano le, da je preživel del časa v Strasbourgu. Ni zanesljivih podatkov, kaj je tam počel, zdi pa se da se je predvsem ukvarjal z duhovnim vodstvom in pridiganjem v dominikanskih samostanih.
Odlomek neke kronike iz leta 1320, v veljavi v rokopisu govori o Eckhartu, priorja opatije v Frankfurtu, ki je bil osumljen krivoverstva. Nenavadno bi bilo, da bi bil človek, ki je bil obsojen krivoverstva imenovan za učitelja v eni izmed
najbolj znanih šol v redu. Njegov nenavaden slog poučevanja pa bi lahko vzeli pod drobnogled že njegovi frančiškanskih nasprotniki, ki jih je z dominikanci vezalo intelektualno rivalstvo.
Leta 1320 ga je kölnski nadškof Henrik iz Virneburga obtožil herezije. Izmikanje ni bilo več mogoče, ko je leta 1329 je Janez XXII. v buli In Agro Dominico v tezah obsodil Mojstrova učenja za krivoverska. Dve leti pred sodbo je Mojster Eckhart izginil in do časa izreka sodbe verjetno umrl. Dominikanski meniški red si danes prizadeva za popolno rehabilitacijo obsojenih tez in za razglasitev Mojstra Eckharta kot blaženega.

## Dela
Njegov opus lahko razdelimo na teološki del namenjen izvedencem v teologiji in pridigarskega namenjen članom dominikanskega reda. Teološke razprave je pisal v latinščini, skozi zgodovino se je ohranilo le malo teh razprav. Širši dominikanski skupnosti je namenjal pridige v nemščini, ki so najpomembnejši ohranjeni vir njegovih idej.

## Vpliv
Eckhart je eden izmed najbolj vplivnih krščanskih novoplatonistov  13. stoletja, nadaljevalcev tradicije zgodnjih novoplatonistov Psevdo-Dionizija in Prokla  iz 5. stoletja. Kljub obsodbi so dominikanci in kartuzijani nadaljevali z branjem njegovih del. 
do poznega srednjega veka. Neposredno je vplival na Nikolaja Kuzanskega, ki je zbral njegova dela, velik vpliv pa ima tudi na porensko mistično šolo Prijatelji Boga s predstavnikoma Janezom Taulerjem in Henrikom Suzonom.